# Dellstedt
Dellstedt er en by og kommune i det nordlige Tyskland, beliggende i Amt Kirchspielslandgemeinden Eider i den nordlige del af Kreis Dithmarschen. Kreis Dithmarschen ligger i den sydvestlige del af delstaten Slesvig-Holsten.

## Geografi
Kommunen ligger ved Bundesstraße 203 mellem Heide og Rendsborg i landskabet Eider-Treene-Niederung. Naturschutzgebietet Dellstedter Birkwildmoor ligger tæt ved byen. Ud over Dellstedt, ligger Rethbucht og Im Felde i kommunen.

### Nabokommuner
Nabokommuner er (med uret fra nord) kommunerne Tielenhemme (i Kreis Dithmarschen), Friedrichsgraben, Bargstall, Elsdorf-Westermühlen og Hamdorf (alle i Kreis Rendsburg-Eckernförde) samt Wrohm, Süderdorf, Tellingstedt og Dörpling (alle i Kreis Dithmarschen).